# Teisendorf
Teisendorf település Németországban, azon belül Bajorországban. Lakosainak száma 9431 fő (2023. december 31.). Teisendorf Inzell, Saaldorf-Surheim és Anger községekkel határos.

## Népesség
A település népessége az elmúlt években az alábbi módon változott:
| Lakosok száma | 1006 | 2326 | 3988 | 8061 | 9179 | 9249 | 9277 | 9339 | 9292 | 9431 |
|               | 1875 | 1950 | 1975 | 1987 | 2012 | 2014 | 2016 | 2017 | 2021 | 2023 |